# Emil von Woyna

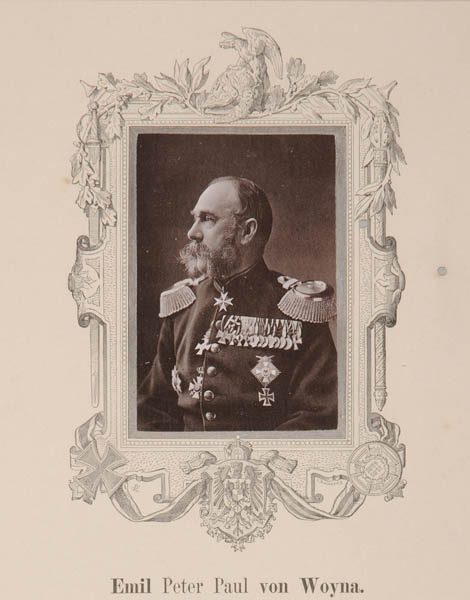
Paul Peter Emil von Woyna (1812–1882)

Paul Peter Emil von Woyna (* 29. Juni 1812 in Widrinnen; † 17. April 1881 in Kaiserswaldau) war ein preußischer Generalleutnant.

## Leben

### Herkunft
Emil war der Sohn des preußischen Kapitäns a. D. Karl Daniel Michael von Woyna (1782–1838) und dessen Ehefrau Antonia Thekla, geborene von Birkhahn (1786–1825). Der spätere preußische General der Infanterie Wilhelm von Woyna war sein jüngerer Bruder.

### Militärkarriere
Woyna besuchte die Divisionsschule der 14. Division und trat am 11. April 1829 in das 17. Infanterie-Regiment der Preußischen Armee in Düsseldorf ein. Er avancierte Mitte Oktober 1831 zum Sekondeleutnant, war von April bis September 1837 zum Lehr-Infanterie-Bataillon kommandiert und fungierte ab April 1840 als Adjutant des Füsilier-Bataillons. In dieser Stellung stieg Woyna am 19. April 1845 zum Premierleutnant auf. Mit seinem Regiment nahm er 1849 während der Niederschlagung der 
revolutionären Unruhen in der Pfalz und Baden an den Kämpfen bei Philippsburg, Waghäusel, Bischweier und Kuppenheim teil. Als Kompanieführer beim 7. kombinierten Reserve-Bataillon war Woyna von Mitte Dezember 1849 bis Mitte November 1850 und kurz darauf in gleicher Funktion bis Mai 1851 beim II. Bataillon im 17. Landwehr-Regiment tätig. Mit der Beförderung zum Hauptmann wurde er am 16. Dezember 1851 zum Kompaniechef in seinem Stammregiment ernannt und übernahm am 12. Januar 1858 als Major das II. Bataillon im 13. Landwehr-Regiment in Borken. Von dort wurde Woyna Anfang Mai 1860 als Bataillonsführer zum 13. kombinierten Infanterie-Regiment kommandiert, kurz darauf zum Kommandeur des II. Bataillons in Coesfeld ernannt und im Oktober 1861 zum Oberstleutnant befördert. Woyna führte sein Bataillon 1864 im Krieg gegen Dänemark bei Sturm auf die Düppeler Schanzen sowie beim Übergang nach Alsen. Sein Verhalten wurde durch die Verleihung des Roten Adlerordens IV. Klasse mit Schwertern gewürdigt. 
Am 18. April 1865 folgte seine Versetzung nach Saarlouis, wo Woyna zum Kommandeur des 8. Rheinischen Infanterie-Regiments Nr. 70 ernannt und in dieser Eigenschaft Mitte Juni 1865 zum Oberst befördert wurde. Seinen Verband führte er 1866 während des Deutschen Krieges bei der Main-Armee in den Kämpfen bei Hammelburg, Werbach, Helmstadt, Roßbrunn und Würzburg. Am 14. Juli 1868 wurde Woyna nach Hannover als Kommandeur der 39. Infanterie-Brigade versetzt und am 23. Juli 1868 mit Patent vom 3. Juli 1868 zum Generalmajor befördert. Zu Beginn des Krieges gegen Frankreich konnte sich Woyna bei Vionville, Gravelotte, Belagerung von Metz und Noisseville bewähren. Für den erkrankten Generalleutnant von Schwartzkoppen übernahm Woyna am 22. Oktober 1870 die Führung der 19. Division und konnte sich in den Schlachten bei Beaune-la-Rolande und Le Mans besonders auszeichnen. Dafür wurden ihm neben beiden Klassen des Eisernen Kreuzes das Ehrengroßkomtur des Oldenburgischen Haus- und Verdienstordens des Herzogs Peter Friedrich Ludwig sowie nach Kriegsende der Orden Pour le Mérite verliehen.
Nach dem Friedensschluss war Woyna vom 30. Mai bis 30. Juni 1871 in Vertretung mit der Führung der 20. Division beauftragt. Er wurde dann am 8. März 1873 nach Freiburg im Breisgau versetzt und nach seiner Ernennung zum Kommandeur der 29. Division am 22. März 1873 zum Generalleutnant befördert. Aus gesundheitlichen Gründen wurde Woyna am 6. Mai 1876 unter Verleihung des Roten Adlerordens I. Klasse mit Eichenlaub und Schwertern am Ringe mit der gesetzlichen Pension zur Disposition gestellt.
Seinen Lebensabend verbrachte er zunächst in Wiesbaden und später bei seiner Tochter in Kaiserswaldau. Nach seinem Tod wurde er am 22. April 1881 in Görlitz beigesetzt.

### Familie
Woyna hatte sich am 10. April 1849 in Wesel mit Malwine Wilhelmine Emma Witte (1821–1879) verheiratet. Aus der Ehe gingen zwei Töchter hervor:
- Fanny Emma Charlotte (* 1853) ⚭ Adolf von Wolff (* 1847), Landrat im Kreis Rosenberg, später Regierungsrat in Breslau
- Klara Luise Antoinette (1855–1882) ⚭ Louis von Wolff (* 1851), Herr auf Kaiserswaldau